# Liste der Kulturdenkmale in Pobershau
Die Liste der Kulturdenkmale in Pobershau enthält die Kulturdenkmale des Ortsteils Pobershau der Großen Kreisstadt Marienberg im Erzgebirgskreis in Sachsen, die in der Denkmalliste vom Landesamt für Denkmalpflege Sachsen mit Stand von 2013 erfasst wurden. Sie ist eine Teilliste der Liste der Kulturdenkmale in Sachsen.

## Legende
- Bild: Zeigt ein Bild des Kulturdenkmals. Ggf. wird darunter auch ein Link zu weiteren Bildern bei Wikimedia Commons angezeigt.
- Bezeichnung: Nennt den Namen, die Bezeichnung oder die Art des Kulturdenkmals.
- Lage: Nennt den Straßennamen und wenn vorhanden die Hausnummer des Kulturdenkmals. Die Grundsortierung der Liste erfolgt nach dieser Adresse. Der Link „Karte“ führt zu verschiedenen Kartendarstellungen und nennt die Koordinaten des Kulturdenkmals.
- Datierung: Gibt die Datierung an; das Jahr der Fertigstellung bzw. den Zeitraum der Errichtung. Eine Sortierung nach Jahr ist möglich.
- Beschreibung: Nennt bauliche und geschichtliche Einzelheiten des Kulturdenkmals, vorzugsweise die Denkmaleigenschaften.
- ID: Gibt die vom Landesamt für Denkmalpflege Sachsen vergebene Objekt-ID des Kulturdenkmals an.

## Denkmalliste Pobershau
| Bild                                    | Bezeichnung                            | Lage                                     | Datierung | Beschreibung | ID |
| --------------------------------------- | -------------------------------------- | ---------------------------------------- | --------- | --- | -- |
| Direkt Bild zu diesem Denkmal hochladen | Wohnhaus                               | Amtsseite-Brettmühlenstraße 1 (Karte)    |           | Wohnhaus eines Bauernhofes |    |
| Direkt Bild zu diesem Denkmal hochladen | Walfisch Stolln                        | Amtsseite-Dorfstraße 23 (bei) (Karte)    |           | Walfisch-Stollenanlage |    |
| Direkt Bild zu diesem Denkmal hochladen | Walfisch Stolln                        | Amtsseite-Dorfstraße 35 (bei) (Karte)    |           | Walfisch-Stollenanlage – Mundloch und Stollenschachthalde                                                                                       |    |
| Direkt Bild zu diesem Denkmal hochladen | Fabrikantenvilla                       | Amtsseite-Dorfstraße 41 (Karte)          |           | Fabrikantenvilla und Villengarten (Gartendenkmal)                                                                                               |    |
| Direkt Bild zu diesem Denkmal hochladen | Fabrikantenvilla                       | Amtsseite-Dorfstraße 43 (Karte)          |           | Fabrikantenvilla und Pavillon im Garten |    |
| Direkt Bild zu diesem Denkmal hochladen | Wohnhaus                               | Amtsseite-Dorfstraße 47 (Karte)          |           | Wohnhaus |    |
| Direkt Bild zu diesem Denkmal hochladen | Huthaus zu Ober-Neuhaus                | Amtsseite-Dorfstraße 53 (Karte)          |           | Ehemaliges Huthaus, jetzt Wohnhaus, sowie Mundloch                                                                                              |    |
| Direkt Bild zu diesem Denkmal hochladen | Kriegerdenkmal                         | Amtsseite-Dorfstraße 57 (neben) (Karte)  |           | Kriegerdenkmal für die Gefallenen des Ersten Weltkrieges                                                                                        |    |
| Direkt Bild zu diesem Denkmal hochladen | Wohnhaus                               | Amtsseite-Dorfstraße 65 (Karte)          |           | Wohnhaus |    |
| Direkt Bild zu diesem Denkmal hochladen | Molchner Spat Gang                     | Amtsseite-Dorfstraße 65–69 (bei) (Karte) |           | Molchner Spat Gang – Haldenzug |    |
|                                         | Schaubergwerk                          | Amtsseite-Dorfstraße 69 (Karte)          |           | Schaubergwerk zum Molchner Stolln |    |
| Direkt Bild zu diesem Denkmal hochladen | Huthaus                                | Amtsseite-Hinterer Grund 7 (Karte)       |           | Huthaus der Grube Zum Roten Mann – Ehemaliges Huthaus, jetzt Wohnhaus                                                                           |    |
| Direkt Bild zu diesem Denkmal hochladen | Huthaus Grube Parisloch                | Amtsseite-Hinterer Grund 15 (Karte)      |           | Ehemaliges Huthaus, jetzt Wohnhaus |    |
| Direkt Bild zu diesem Denkmal hochladen | Huthaus Grube Geselle Gottes           | Amtsseite-Hinterer Grund 16 (Karte)      |           | Ehemaliges Huthaus, jetzt Wohnhaus |    |
| Direkt Bild zu diesem Denkmal hochladen | Zweiseithof                            | Amtsseite-Hinterer Grund 18 (Karte)      |           | Wohnstallhaus und Scheune eines Zweiseithofes                                                                                                   |    |
| Direkt Bild zu diesem Denkmal hochladen | Gasthaus                               | Amtsseite-Kühnhaidner Straße 20 (Karte)  |           | Gasthaus Alte Schleiferei |    |
| Direkt Bild zu diesem Denkmal hochladen | Gläserhalde                            | Amtsseite-Neue Straße (bei) (Karte)      |           | Haldenzug |    |
|                                         | Molchner Spat Gang                     | Amtsseite-Zugstraße (bei) (Karte)        |           | Molchner Spat Gang – Haldenzug |    |
| Direkt Bild zu diesem Denkmal hochladen | Scheune                                | Amtsseite-Zugstraße 19 (Karte)           |           | Scheune |    |
|                                         | Dorfkirche Pobershau                   | Amtsseite-Zugstraße 27 (Karte)           |           | Dorfkirche Pobershau – Kirche (mit Ausstattung)                                                                                                 |    |
| Direkt Bild zu diesem Denkmal hochladen | Grüner Graben                          | Höhenweg (bei) (Karte)                   |           | Kunstgraben für das Pobershauer Bergbaugebiet                                                                                                   |    |
| Direkt Bild zu diesem Denkmal hochladen | Wohnhaus                               | Ratsseite-Blauer Stein 13 (Karte)        |           | Wohnhaus (ohne Anbau) |    |
| Direkt Bild zu diesem Denkmal hochladen | Güldener Esel Stolln                   | Ratsseite-Dorfstraße (Karte)             |           | Stollenanlage mit Mundloch und Rösche |    |
| Direkt Bild zu diesem Denkmal hochladen | Huthaus                                | Ratsseite-Dorfstraße 28 (Karte)          |           | Huthaus der Fundgrube Goldener Löwe – Ehemaliges Huthaus, jetzt Wohnhaus                                                                        |    |
| Direkt Bild zu diesem Denkmal hochladen | Ehem. Hammergebäude                    | Ratsseite-Dorfstraße 50 (Karte)          |           | Ehemaliges Hammergebäude, heute Wohnhaus |    |
| Direkt Bild zu diesem Denkmal hochladen | Wohnhaus                               | Ratsseite-Dorfstraße 74 (Karte)          |           | Wohnhaus, mit Laden |    |
| Direkt Bild zu diesem Denkmal hochladen | Huthaus Zur Christbescherung           | Ratsseite-Dorfstraße 78 (Karte)          |           | Ehemaliges Huthaus, jetzt Wohnhaus |    |
| Direkt Bild zu diesem Denkmal hochladen | Wohnhaus                               | Ratsseite-Dorfstraße 90a (Karte)         |           | Wohnhaus |    |
| Direkt Bild zu diesem Denkmal hochladen | Holzwarenfabrik Oskar Böttcher (ehem.) | Ratsseite-Dorfstraße 112 (Karte)         |           | Hauptgebäude (Ratsseite-Dorfstraße 112) und Nebengebäude (Ratsseite-Hauptstraße 1a, mit Uhr) sowie Schornstein einer ehemaligen Holzwarenfabrik |    |
| Direkt Bild zu diesem Denkmal hochladen | Pobershauer Schule                     | Ratsseite-Rathausstraße 1 (Karte)        |           | Schule mit Turnhalle |    |
| Direkt Bild zu diesem Denkmal hochladen | Rathaus                                | Ratsseite-Rathausstraße 6 (Karte)        |           | Rathaus |    |
| Direkt Bild zu diesem Denkmal hochladen | Bergschmiede                           | Ratsseite-Stangenweg 2 (Karte)           |           | Bergschmiede zu Ruppertus; später Gasthaus Grüne Linde; Bergschmiede, später Gasthaus                                                           |    |
| Direkt Bild zu diesem Denkmal hochladen | Wohnhaus                               | Ratsseite-Wagenbachtal 4 (Karte)         |           | Wohnhaus |    |
| Direkt Bild zu diesem Denkmal hochladen | Wohnhaus                               | Ratsseite-Wagenbachtal 8 (Karte)         |           | Wohnhaus und Scheune |    |
| Direkt Bild zu diesem Denkmal hochladen | Wohnhaus                               | Ratsseite-Wagenbachtal 22 (Karte)        |           | Wohnhaus |    |
| Direkt Bild zu diesem Denkmal hochladen | Huthaus zu St. Leonhard                | Ratsseite-Wiesenweg 1 (Karte)            |           | Ehemaliges Huthaus, jetzt Wohnhaus |    |